# Mikhaïl Trepachkine
Mikhaïl Ivanovitch Trepachkine (en russe : Михаи́л Ива́нович Трепа́шкин), né le 7 avril 1957 en République socialiste soviétique de Biélorussie, est un avocat russe et ancien officier du FSB.

## Biographie
Mikhaïl Trepachkine est agent de renseignement, colonel au sein du KGB puis du FSB, jusqu'en 1997.
Il est invité, en avril 2002, par Sergueï Kovalev, député de la Douma d'État à participer à une commission d'enquête sur les attentats de Moscou de septembre 1999. Il devient par la suite l'avocat de proches d'une victime de ces mêmes attentats, dans le cadre du procès de deux prévenus originaires du Caucase. 
Trepachkine découvre à cette occasion, en préparant le procès, qu'un individu pourtant suspect a été volontairement épargné pendant l'enquête : il s'agit d'un de ses anciens collègues du FSB. Trepachkine découvre également un témoin confirmant que les dépositions ont été déformées pour que l'enquête n'accuse pas le FSB. Trepachkine n'aura cependant pas l'occasion de faire état des faits qu'il a découverts. En octobre 2003, une semaine avant le début du procès, sa voiture et son appartement sont perquisitionnées. Un pistolet et des cartouches — probablement déposés par la police au cours des perquisitions — sont découverts et Trepachkine est emprisonné. Il a cependant pu communiquer les résultats de son travail à un journaliste à Moscou[réf. nécessaire].
Si l'accusation est abandonnée par la cour d'appel de Moscou, Trepachkine est condamné en 2004 par un tribunal militaire siégeant à huis clos à quatre ans d'emprisonnement pour « divulgation de secrets d'État »,. 
Mikhaïl Trepachkine est un des principaux personnages du documentaire d'Andreï Nekrassov «Méfiance»[réf. nécessaire].
Il affirme, lors de l'enquête sur la mort d'Alexandre Litvinenko, qu'il peut contribuer à la recherche de la vérité. Les enquêteurs de Scotland Yard, arrivés à Moscou en décembre 2006 pour procéder à des interrogatoires de différents témoins, ont ainsi sollicité un entretien avec Mikhaïl Trepachkine qui leur a été refusé par le parquet russe[réf. nécessaire].